# شانون اوبراین
شانون اوبراین (انگلیسی: Shannon O'Brien؛ زادهٔ ۵ اکتبر ۲۰۰۱) بازیکن فوتبال اهل انگلستان است. که در پست مهاجم برای لستر سیتی در سوپر لیگ زنان انگلستان بازی می‌کند.
وی همچنین در تیم ملی فوتبال زیر ۲۳ سال انگلستان بازی کرده است.